# Гражданский демократический альянс
Гражданский демократический альянс (чеш. Občanská demokratická aliance, ODA) — чешская правоцентристская политическая партия, существовавшая в 1990—2007 годах.

## История

### Основание
Истоки Гражданского демократического альянса восходят к 1978 году, когда философ и подписант «Хартии-77» Даниэл Кроупа основал семинар для молодых философов под названием «Кампадемия». Головной организацией этой группы стало «Движение за гражданскую свободу» (чеш. Hnutí za občanskou svobodu, HOS), основанное 15 октября 1988 года. В движении сформировались два основных крыла: будущее ядро Гражданского демократического альянса вокруг Павла Братинки и Даниэля Кроупы и будущее ядро Христианско-демократической партии вокруг Вацлава Бенды.
Гражданский демократический альянс был основан осенью 1989 года и был официально зарегистрирован министерством внутренних дел весной 1990 года. Её основателем и председателем был Павел Братинка. Изначально, партия была активным участником Гражданского форума, представляя в нём правый фланг. С 1990 года представители партии возглавляли созданное Министерство по управлению национальным имуществом и его приватизации, а затем и Фонд национального имущества. После распада «Гражданского форума», партия начала действовать независимо.
На выборах ей было трудно конкурировать с идеологически похожей Гражданской демократической партией. Обе партии апеллировали примерно к одной и той же группе избирателей, поэтому она пыталась дистанцироваться от ODS в аспектах гражданского общества или региональной политики, но ее воспринимали лишь как своего рода «ODS с человеческим лицом».

### Участие в правительствах
В 1992 году партия принимала участие в выборах как в Федеральное собрание, и в Чешский национальный совет. Хотя на выборах в Федеральное собрание партия не попала ни в одну из палат, на выборах в ЧНС она получила 14 мандатов. В программном отношении, до выборов 1992 года, партия занимала самую жесткую позицию по конституционному устройству, среди чешских партий. Она требовала соглашения со словацким политическим представительством на федеративной основе или требовала пути одностороннего выхода Чехии из состава ЧСФР. После выборов партия заключила коалицию с Гражданской демократической партией, Чехословацкой народной партией и Христианско-демократической партией и сформировало Первое правительство Вацлава Клауса.
В 1992 году к партии присоединилось крыло прекратившей существование Либерально-демократической партии во главе с Викторией Градской.
На местном уровне после муниципальных выборов в 1994 году, партия получила пост мэра или приматора в восьми районных городах (Чески-Крумлов, Есеник, Градец-Кралове, Хомутов, Млада-Болеслав, Опава, Табор, Угерске-Градиште).
На функционировании партии сильно сказалось множество скандалов, в основном финансового характера. На парламентских выборах в 1996 году партия получила 13 мандатов и сформировала самую маленькую фракцию в Палате депутатов II созыва. После заключения коалиции с ODS и KDU-ČSL она стала самой маленькой партией во втором правительстве Клауса. Однако после скандалов связанных с финансированием ODS и началом раскола внутри партии, министры ODA ушли в отставку осенью 1997 года, после чего последовал правительственный кризис. Члены партии ещё находились во временном правительстве Йозефа Тошовского, но после досрочных выборов 1998 года партия вылетела из Палаты депутатов, поскольку не принимала участие в них.
Партия имела несколько больший успех на выборах в Сенат, выиграв в семи округах на выборах в 1996 году (среди них будущий министр культуры Вацлав Егличка, заместитель омбудсмена Йитка Сеитлова и кандидат в президенты Ярослава Мосерова).

#### Четырёхпартийная коалиция
В 1998 году партия сформировала Четырёхпартийную коалицию с KDU-ČSL, Союзом свободы и Демократическим Союзом. Из-за долгов партии, члены ODA были исключены из числа кандидатов Четырёхпартийной коалиции на выборах 2002 года, а после объединения Союза свободы и Демократического союза в одну партию, де-факто означало распад коалиции. После этого, партия не принимала активного участия в выборах и фактически выживала.
В марте 1998 года консервативное крыло партии во главе с Иваном Машком покинуло партию и сформировало Партию консервативного соглашения (SKS).

### Роспуск
Партия принимала участие в выборах в Европарламент в 2004 году в рядах коалиции «Unie liberálních demokratů» (US-DEU, CZ и LiRA).
Последнего успеха партия добилась на выборах в Сенат в 2004 году, когда член партии Карел Шварценберг был избран в Сенат от 25-го избирательного округа (Прага 6).
В 2007 году члены партии проголосовали за роспуск партии.

## Результаты на выборах

Результаты выборов 1992 года по регионам

### Выборы в Чехословакии (1990—1992)

#### Выборы в Палату народаФедерального собрания
| Год  | Голоса          | Голоса          | Мандаты    | Мандаты | Правительство |
| Год  | Количество      | %               | Количество | ±       | Правительство |
| ---- | --------------- | --------------- | ---------- | ------- | ------------- |
| 1990 | В коалиции с OF | В коалиции с OF | 6 из 150   | ▲ 6     | Да            |
| 1992 | 323 614         | 3,4             | 0 из 200   | ▼ 6     | Нет           |

#### Выборы в Палату нацийФедерального собрания
| Год  | Голоса          | Голоса          | Мандаты    | Мандаты | Правительство |
| Год  | Количество      | %               | Количество | ±       | Правительство |
| ---- | --------------- | --------------- | ---------- | ------- | ------------- |
| 1990 | В коалиции с OF | В коалиции с OF | 6 из 150   | ▲ 6     | Да            |
| 1992 | 264 371         | 2,8             | 0 из 200   | ▼ 6     | Нет           |

#### Выборы вЧешский национальный совет
| Год  | Голоса          | Голоса          | Мандаты    | Мандаты | Правительство |
| Год  | Количество      | %               | Количество | ±       | Правительство |
| ---- | --------------- | --------------- | ---------- | ------- | ------------- |
| 1990 | В коалиции с OF | В коалиции с OF | 11 из 200  | ▲ 11    | Да            |
| 1992 | 383 705         | 5,9             | 14 из 200  | ▲ 3     | Да            |

### Выборы в Чешской Республике

Результаты выборов 1996 года по регионам

#### Выборы вПалату депутатов Парламента Чешской Республики
| Год  | Голоса                         | Голоса                         | Изменения                      | Изменения                      | Мандаты   | +/-  | Правительство | Примечания               |
| Год  | Голоса                         | %                              | Голоса                         | %                              | Мандаты   | +/-  | Правительство | Примечания               |
| ---- | ------------------------------ | ------------------------------ | ------------------------------ | ------------------------------ | --------- | ---- | ------------- | ------------------------ |
| 1996 | 385 369                        | 6,36                           | ▲ 1 664                        | ▲ 0,46                         | 13 из 200 | ▼ 1  | Да            | Коалиция с ODS и KDU-ČSL |
| 1998 | Не принимали участие в выборах | Не принимали участие в выборах | Не принимали участие в выборах | Не принимали участие в выборах | 0 из 200  | ▼ 13 | —             | Оппозиция                |
| 2002 | 24 278                         | 0,50                           | ▼ 361 091                      | ▼ 5,86                         | 0 из 200  | ▬    | —             | Не прошли в парламент    |

#### Выборы вСенат Чехии
| Год  | Первый тур | Первый тур | Второй тур | Второй тур | Мандаты | Мест в Сенате | +/- |
| Год  | Голоса     | %          | Голоса     | %          | Мандаты | Мест в Сенате | +/- |
| ---- | ---------- | ---------- | ---------- | ---------- | ------- | ------------- | --- |
| 1996 | 222 319    | 8,1        | 119 730    | 5,2        | 7 из 81 | 7 из 81       | ▲ 7 |
| 1998 | 55 554     | 5,8        | 52 857     | 9,8        | 4 из 27 | 7 из 81       | ▬   |
| 2000 | 14 020     | 1,6        | 10 697     | 1,9        | 1 из 27 | 8 из 81       | ▲ 1 |
| 2002 | 8 846      | 1,3        | -          | -          | 0 из 27 | 5 из 81       | ▼ 3 |
| 2003 | 1 096      | 5,5        | -          | -          | 0 из 1  | 5 из 81       | ▬   |
| 2004 | 11 085     | 1,5        | 15 088     | 3,2        | 1 из 27 | 2 из 81       | ▼ 3 |
| 2006 | 1 341      | 0,1        | -          | -          | 0 из 27 | 1 из 81       | ▼ 1 |

#### Выборы вЕвропейский парламент
| Год  | Голоса | Голоса | Изменения | Изменения | Мандаты | +/-     | Примечания                                                    |
| Год  | Голоса | %      | Голоса    | %         | Мандаты | +/-     | Примечания                                                    |
| ---- | ------ | ------ | --------- | --------- | ------- | ------- | ------------------------------------------------------------- |
| 2004 | 39 655 | 1,69   | Впервые   | Впервые   | 0 из 24 | Впервые | Коалиция «Unie liberálních demokratů» (US-DEU, CZ, LiRA, ODA) |